# Anderson Cooper
Anderson Hays Cooper (Nova York, 3 de juny de 1967) és un periodista estatunidenc. És el presentador principal del programa de notícies de la CNN Anderson Cooper 360°. El programa s'emet normalment en directe des d'un estudi de la ciutat de Nova York, però Cooper sovint transmet en directe des dels llocs on succeeix una notícia d'última hora. A més, és corresponsal del programa 60 Minutes. Des del setembre de 2011 fins al maig de 2013 també va ser presentador del seu propi programa d'entrevistes Anderson Live.

## Biografia
Cooper va néixer el 3 de juny de 1967 a la ciutat de Nova York. Era el fill menor de l'escriptor Wyatt Emory Cooper i de l'artista, dissenyadora, escriptora i hereva Gloria Vanderbilt, neta de Cornelius Vanderbilt II, procedent de la distingida família Vanderbilt de Nova York. La seva ascendència és principalment anglesa, escocesa, irlandesa, gal·lesa, neerlandesa i xilena.
Des de primerenca edat va estar exposat als mitjans de comunicació i quan era nadó va ser fotografiat per Diane Arbus per a la revista de moda Harper's Bazaar. El 17 de setembre de 1970, amb tres anys, va ser convidat juntament amb la seva mare al programa televisiu The Tonight Show. De 1977 a 1980 va ser model de l'agència Ford Models per a les cases de moda Ralph Lauren, Calvin Klein i Macy's.
El seu pare va patir una sèrie d'infarts i va morir el 5 de gener de 1978 a l'edat de 50 anys, mentre se li practicava una cirurgia de cor obert. Aquesta situació va afectar enormement el jove Cooper i en retrospectiva va declarar: «Crec que sóc molt semblant al meu pare en moltes formes, incloent-hi que som molt semblants físicament i que tenim un sentit de l'humor molt similar i sentim passió per relatar històries». Alhora, ha considerat que el llibre del seu pare titulat Families «[…] és un tipus de guia sobre […] com hagués volgut que visqui la vida i les decisions que hagués volgut que faci, i m'hi sento molt connectat».
Després de graduar-se del col·legi Dalton amb 17 anys, va viatjar a l'Àfrica austral en un camió de l'exèrcit anglès de tretze tones de pes i durant la travessia va contreure malària, pel que va ser hospitalitzat a Kenya. Més tard, Cooper va escriure sobre la seva experiència: «Àfrica és un lloc per oblidar i ser oblidat». Va estudiar a la Universitat Yale, on va residir al Trumbull College i es va unir a la Manuscript Society. Es va graduar en ciències polítiques el 1989.
Durant la seva estada a la universitat, Cooper va passar dos estius com a becari a l'Agència Central d'Intel·ligència (CIA). Tot i que no té educació formal sobre periodisme, va optar per seguir aquesta carrera en lloc de romandre a la CIA, al final dels seus estudis.
Després del seu primer treball com a corresponsal a la dècada dels noranta, es va prendre un descans i va viure al Vietnam durant un any, temps durant el qual va estudiar el vietnamita en la Universitat Nacional del Vietnam de Hanoi. El 1995 Cooper es va convertir en corresponsal d'ABC News i el 21 de setembre de 1999 va assumir el càrrec de copresentador del programa World News Now. El 2000 va acceptar la feina com a presentador del programa de telerealitat The Mole. El 2007 va ser presentador temporal del programa Live! with Kelly, on va ocupar el lloc de Regis Philbin, absenta a causa d'una operació del cor. El 2007 Cooper va ser corresponsal per al programa 60 Minutes de CBS News, al mateix temps que exercia com a corresponsal a la CNN.

## Vida personal
Cooper té dos germanastres grans, Leopold Stanislaus "Stan" Stokowski (nascut el 1950) i Christopher Stokowski (nascut el 1952), fills del matrimoni de deu anys de Gloria Vanderbilt amb al director d'orquestra Leopold Stokowski.
Va dir a Oprah Winfrey, mentre promocionava el seu llibre, que de petit havia sofert dislèxia. L'agost de 2007 va confirmar la seva "dislèxia lleu" a The Tonight Show amb Jay Leno, que també té dislèxia.
Cooper és obertament homosexual; segons The New York Times, és "el periodista més important obertament homosexual de la televisió americana". Durant anys, Cooper va evitar parlar de la seva vida privada a les entrevistes. El 2 de juliol de 2012, però, va donar permís a Andrew Sullivan per publicar un correu electrònic que deia, en part:
| « | (anglès) I've begun to consider whether the unintended outcomes of maintaining my privacy outweigh personal and professional principle. It's become clear to me that by remaining silent on certain aspects of my personal life for so long, I have given some the mistaken impression that I am trying to hide something—something that makes me uncomfortable, ashamed or even afraid. This is distressing because it is simply not true. ... The fact is, I'm gay, always have been, always will be, and I couldn't be any more happy, comfortable with myself, and proud. | (català) He començat a considerar si els resultats no intencionats de mantenir la meva privacitat superen els meus principis personals i professionals. M'he adonat que, en romandre en silenci sobre certs aspectes de la meva vida personal durant tant de temps, he donat la impressió equivocada que estic intentant ocultar quelcom —quelcom que em fa sentir incòmode, vergonya o fins i tot por. Això és preocupant perquè simplement no és veritat... El fet és que sóc gai, sempre ho he estat, sempre ho seré i no podria estar més feliç, a gust amb mi mateix i orgullós. | » |

Cooper i el seu xicot, el propietari d'un bar Benjamin Maisani, han estat sortint des de 2009. Cooper va pensar en sortir de l'armari quan es va legalitzar el matrimoni homosexual a Nova York el juliol de 2011. El 2014 la parella va comprar la Rye House, una finca històrica de Connecticut. Tim Cook, director general d'Apple, va aconsellar Cooper abans d'anunciar públicament la seva homosexualitat.
El 2014 Cooper va aparèixer en el programa Finding Your Roots de Henry Louis Gates Jr., on es van assabentar sobre un avantpassat seu, Burwell Boykin, que va ser amo d'esclaus del Sud dels Estats Units.